# World Series of Darts 2019
Die World Series of Darts 2019 war eine Serie von Einladungsturnieren der Professional Darts Corporation (PDC). Insgesamt fanden fünf Turniere, inklusive der World Series of Darts Finals statt. Die Spieler führte diese Reise diesmal in die USA, nach Deutschland, Australien, Neuseeland und in die Niederlande.

## Teilnehmer
Die Top 4 der PDC Order of Merit (mit Stand nach der Weltmeisterschaft) waren automatisch für jedes Turnier gesetzt. Zudem verteilte die PDC für jedes Event Wildcards an vier weitere Spieler. Diese insgesamt acht Spieler pro Turnier galten im Turnierbaum als gesetzte Spieler. Hinzu kamen jeweils acht regionale Qualifikanten, die als ungesetzte Spieler antraten.
Spieler die sich über die 
PDC Order of Merit qualifiziert haben:
1. Michael van Gerwen
2. Rob Cross
3. Peter Wright
4. Gary Anderson

## Format
Bei jedem Turnier nahmen 16 Spieler teil. Gesetzt waren immer die Topspieler der PDC. Das restliche Feld wurde durch lokale Teilnehmer aufgefüllt, die als ungesetzte Spieler antraten. Für jede erreichte Runde erhielten die Teilnehmer Punkte, die in eine eigene Rangliste einflossen. Diese wiederum bestimmte über die Teilnehmer der World Series of Darts Finals.
Die Turniere wurden allesamt im K.-o.-System gespielt. Spielmodus bei allen Turnieren war ein best of legs. Die Distanz der best of legs stieg im Turnierverlauf an und war bei den Turnieren unterschiedlich.

## Spielorte
Die siebte World Series of Darts wurde in den Vereinigten Staaten, Deutschland, Australien, Neuseeland, und der Niederlande ausgetragen.
| Melbourne |

| Brisbane |

| Hamilton |

| Köln |

| Amsterdam |

| Las Vegas |

## Preisgeld
Bei jedem Turnier wurden insgesamt £ 60.000 an Preisgeld ausgeschüttet. Das Preisgeld verteilte sich unter den Teilnehmern wie folgt:
| Position (Anzahl der Spieler) | Position (Anzahl der Spieler) | Preisgeld |
| ----------------------------- | ----------------------------- | --------- |
| Gewinner                      | (1)                           | £ 20.000  |
| Finalist                      | (1)                           | £ 10.000  |
| Halbfinalisten                | (2)                           | £ 5.000   |
| Viertelfinalisten             | (4)                           | £ 2.500   |
| Achtelfinalisten              | (8)                           | £ 1.250   |
|                               |                               |           |
|                               |                               | £ 60.000  |

Da es sich um Einladungsturniere handelte, wurden die erspielten Preisgelder bei der Berechnung der PDC Order of Merit nicht berücksichtigt.

## Ergebnisse
| Nr. | Datum          | Event                        | Austragungsort              | Sieger             | Ergebnis | Finalist              |
| --- | -------------- | ---------------------------- | --------------------------- | ------------------ | -------- | --------------------- |
| 1   | 4.–5. Juli     | US Darts Masters             | Paradise, Mandalay Bay      | Nathan Aspinall    | 8 : 4    | Michael Smith         |
| 2   | 12.–13. Juli   | German Darts Masters         | Köln, Lanxess Arena         | Peter Wright       | 8 : 6    | Gabriel Clemens       |
| 3   | 9.–10. August  | Brisbane Darts Masters       | Brisbane, BCEC              | Damon Heta         | 8 : 7    | Rob Cross             |
| 4   | 16.–17. August | Melbourne Darts Masters      | Melbourne, Melbourne Arena  | Michael van Gerwen | 8 : 3    | Daryl Gurney          |
| 5   | 23.–24. August | NZ Darts Masters             | Hamilton, Claudelands Arena | Michael van Gerwen | 8 : 1    | Raymond van Barneveld |
| 6   | 1.–3. November | World Series of Darts Finals | Amsterdam, AFAS Live        | Michael van Gerwen | 11 : 2   | Danny Noppert         |

## Rangliste
Die Ergebnisse der einzelnen Turniere bildeten eine eigene Rangliste.
Die Rangliste wurde nach folgendem Punktesystem erstellt:
| Runde         | Punkte |
| ------------- | ------ |
| Sieg          | 12     |
| Finale        | 8      |
| Halbfinale    | 5      |
| Viertelfinale | 3      |
| Achtelfinale  | 1      |

## Übertragung
Im deutschsprachigen Raum wurden die Veranstaltungen bis auf das Event in Deutschland nicht im TV ausgestrahlt. Zu sehen waren sie aber auf dem Streaming-Dienst DAZN.
International wurden alle Spiele durch die PDC auf livepdc.tv übertragen.